# Odborný text
Odborný text je slohový útvar, jehož cílem je informovat, zaujímat stanoviska, vysvětlovat myšlenky a komunikovat o teoriích různých vědních oborů s odbornou veřejností. Autor již k známým publikovaným faktům přidává vlastní pohled a poznatky vědeckého charakteru získané vlastním výzkumem nebo odvozené z dřívějších prací. Odborný text je nástroj spolupráce a komunikace ve vědeckých oborech, jeho hlavní funkce je odborně sdělná a vzdělávací. K odborným textům je však nutno přistupovat kriticky, ne jen pasivně přebírat a memorovat látku. Čtenáře nutí k aktivnímu a efektivnímu čtení, aby problematice porozuměl a dosáhl poznání. Všichni absolventi VŠ v České republice prokazují schopnost publikovat odborný text formou závěrečné práce.

## Dělení odborných textů

### Odborné texty podle stylů
- teoreticky odborný styl – zpracovává teorii jednotlivých vědních oborů – autoři usilují o maximální přesnost, výstižnost a jednoznačnost vyjadřování
- populárně odborný styl  – zpřístupňuje výsledky vědy široké laické veřejnosti – problematika může být zjednodušena, ale nesmí být zkreslena nebo vést k nesprávným závěrům
- učební styl  – má navíc řídicí funkci – čtenář je textem veden s cílem se něco naučit

### Podle funkce
- publikování vědeckých poznatků – např. monografie, studie, odborná stať, referát, odborný článek, příspěvku ve sborníku, přednáška
- odborné kritické zhodnocení – např. posudek, recenze, odborná analýza, polemika
- školní práce – seminární práce
- kvalifikační práce – vede k získání titulu
  1. bakalářská práce (Bc., BcA.)
  2. magisterská diplomová práce (Mgr., MgA., Ing., Ing. arch.)
  3. rigorózní práce (PhDr., JUDr., RNDr., PharmDr., ThDr., ThLic., MUDr., MVDr. MDDr.)
  4. dizertační práce (Ph.D.)
  5. habilitační práce (doc.)
- vzdělávací funkce – např. učebnice, učební texty, skripta, e-learningové kurzy

### Podle formy zpracování
- písemné – monografie, disertace, studie, odborný článek, příspěvku ve sborníku, polemika, posudek, recenze
- ústní – diskuze, debata, referát, koreferát, přednáška

### Podle původnosti obsahu
- původní – zdroj nových objevných informací a závěrů
- přehledové – rekapitulují současné dostupné informace a nastiňují budoucí vývoj

### Podle počtu mluvčích
- monologický charakter  – monografie, disertace, studie, odborný článek, příspěvku ve sborníku, referát, koreferát, přednáška, posudek, recenze
- dialogický charakter  – diskuze, polemika, debata

### Podle typu vědního oboru
- sciences  – obory přírodních věd
- arts  – obory sociálně-humanitní

## Stylizace odborného textu
- aplikace příslušného funkčního stylu dle specifikace odborného textu
- vhodné jazykové prostředky
- kondenzovanost textu – syntaktická zhuštěnost
- stručné vyjadřování bez metafor
- tvůrčí přístup autora
- objektivní nezaujatý úhel pohledu autora bez emocionality
- postup od jednoduššího ke složitějšímu, od známého k neznámému
- autorovy poznatky a myšlenky jako základ pro vlastní argumentaci a závěry
- vertikální členění textu
- důvěryhodné a ověřitelné prameny informací – uvedení odkazů na knihy, články, dokumenty, ze kterých bylo čerpáno (citace – konkrétní vybrané pasáže)

### Jazykové prostředky
- odborná terminologie
- nepoužívat synonymii
- neutrální jazykové prostředky
- nevhodný hovorový styl
- odkazovací zájmena
- přítomný čas
- složitá souvětí
- opisná pasiva
- spojky

### Styl psaní
- neutrální styl – neosobní vyjadřování
- singulár – první osoba jednotného čísla
- plurál – první osoba množného čísla

### Členění odborných textů
- Horizontální členění textu – vnitřní členění v souvislosti s tematickými složkami textu (úvod, stať, závěr)
- Vertikální členění textu – vnější členění textu v souvislosti s odstupňováním rozlišení důležitosti jednotlivých částí (nadřazenost a podřazenost textu – předmluva, doslov, poznámky, odkazy, seznam literatury, přílohy, rejstřík, obsah; tyto vedlejší texty jsou psány obvykle menším písmen, kurzívou, hustším řádkováním apod.)

## Redukovaný text
Součástí odborných textů, ať už kvalifikačních prací, seminárních prací, monografií nebo odborných statí je redukovaný text. Obsahuje relevantní informace z plného textu dokumentu. Je to výtah vytvořený na základě obsahové analýzy.

### Typy redukovaného textu
1. Abstrakt (vyskytuje se v úvodní části textu, 250–500 slov, je formulován nově a může obsahovat texty z redukovaného dokumentu)
2. Anotace (vyskytuje se v úvodní části textu, 150–250 slov, je formulována nově, ale neobsahuje texty z původního textu)
3. Klíčová slova (součást anotace, obvykle 3–6 pojmů charakterizující text)
4. Resumé (vyskytuje se v závěrečné části textu, 300–500 slov, rekapituluje text)
5. Synopse (výtah z díla – vyskytuje se zřídka)
6. Extrakt (jediný cituje relevantní části dokumentu – vyskytuje se zřídka)

### Funkce redukovaného textu
- signální (upozorní nás na dokument, např. anotace)
- substituční (nahrazuje plný text původního dokumentu, např. abstrakt)
- selekční (s jeho pomocí vybereme další dokumenty a literaturu)

## Seznam zdrojů
- HOFFMANNOVÁ, Jana, Jaroslava JEŽKOVÁ a Jana VAŇKOVÁ. Komunikace a sloh: učebnice českého jazyka pro střední školy. 1. vyd. Plzeň: Fraus, 2009, 152 s. ISBN 978-80-7238-780-9.
- KURZ PRÁCE S INFORMACEMI: Studijní materiály ke kurzu KPI11 [online]. 2013 [cit. 2014–05–14]. Dostupné z: https://is.muni.cz/auth/el/1421/podzim2013/KPI11/um/37489057/skripta_2013.pdf
- ŠANDEROVÁ, Jadwiga. Jak číst a psát odborný text ve společenských vědách: několik zásad pro začátečníky. Vyd. 1. Praha: Sociologické nakladatelství, 2005. ISBN 80-86429-40-7.